# Equazione ciclotomica
L'equazione ciclotomica è l'equazione che si deve risolvere per cercare le radici {\displaystyle n}-sime dell'unità.
Si cercano le soluzioni dell'equazione 
{\displaystyle z^{n}-1=0,}
nel campo dei numeri complessi, o equivalentemente di {\displaystyle z^{n}=1}, cioè si cercano le {\displaystyle n} radici {\displaystyle n}-sime dell'unità.
Ad un punto della circonferenza unitaria nel piano di Argand-Gauss risulta associato il numero complesso
{\displaystyle z=\cos \theta +i\sin \theta =e^{i\theta },}
dove si è aggiunta la notazione esponenziale dei numeri complessi.

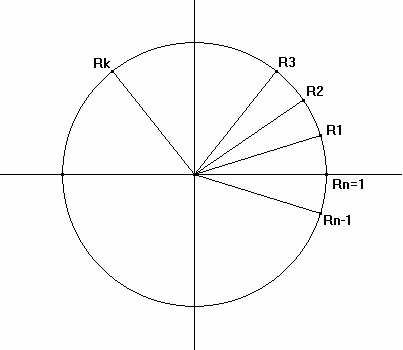
Le n radici dell'unità sulla circonferenza unitaria.

Considerando la circonferenza unitaria di centro {\displaystyle O(0,0)} e raggio unitario nel piano complesso, le radici dell'equazione giacciono sulla circonferenza unitaria e la dividono in {\displaystyle n} archi uguali.
Poiché le radici dell'equazione {\displaystyle z^{n-1}+z^{n-2}+z^{n-3}+\ldots +z+1=0,} insieme alla radice {\displaystyle z=1} sono le {\displaystyle n} radici dell'unità e dividono la circonferenza unitaria in {\displaystyle n} parti uguali, l'equazione precedente è detta equazione ciclotomica ("che divide la circonferenza").
Si ricordi che le {\displaystyle n} radici n-sime dell'unità, cioè i numeri {\displaystyle R,R^{2},R^{3},\ldots ,R^{n}=1} formano un gruppo moltiplicativo, dal momento che soddisfano le seguenti condizioni:
1. chiusura: {\displaystyle R^{a}R^{b}=R^{a+b}=R^{c}} dove {\displaystyle a}, {\displaystyle b}, {\displaystyle c} sono interi minori di {\displaystyle n;}
2. associatività: {\displaystyle R^{a}(R^{b}R^{c})=(R^{a}R^{b})R^{c}=R^{a+b+c};}
3. elemento neutro: {\displaystyle R^{n}} poiché {\displaystyle R^{a}R^{n}=R^{a};}
4. elemento inverso di {\displaystyle R^{a}} è {\displaystyle R^{n-a}.}